# Kinematyka

Kinematyczny opis ruchu punktu materialnego

Kinematyka (gr. kínēma dpn. kinēmatos „ruch”) – dział fizyki z zakresu mechaniki klasycznej zajmujący się geometrycznym aspektem ruchu ciał bez uwzględniania ich masy i działających na nie sił.
W zależności od właściwości badanych obiektów dzieli się na: kinematykę punktu materialnego i bryły sztywnej oraz kinematykę ośrodków ciągłych (odkształcalnego ciała stałego, cieczy i gazów).
Podstawowe pojęcia kinematyki to: przestrzeń, czas, położenie, układ współrzędnych, tor ruchu, prędkość, przyspieszenie, prędkość kątowa, przyspieszenie kątowe, droga, wektor przemieszczenia.

## Wyjaśnienie podstawowych pojęć kinematyki

### Pojęcie ruchu
Aby opisać ruch jakiegokolwiek ciała, należy ustalić, jak zmienia się jego położenie względem innego ciała, które uznajemy za układ odniesienia.
Gdy taka zmiana położenia nie zachodzi, dane ciało znajduje się w spoczynku względem tych ciał (w tym układzie odniesienia).

### Symbole wielkości kinematycznych i ich jednostki
- {\displaystyle v} – prędkość (metr na sekundę [m/s])
- {\displaystyle a} – przyspieszenie (metr na sekundę do kwadratu [m/s²])
- {\displaystyle s} – droga (metr [m])
- {\displaystyle t} – czas (sekundy [s])

### Prędkość
{\displaystyle v={\frac {s}{t}}}         {\displaystyle [v]={\frac {\mathrm {m} }{\mathrm {s} }}}

### Przyspieszenie
{\displaystyle a={\frac {\Delta v}{\Delta t}}}         {\displaystyle [a]={\frac {\mathrm {m} }{\mathrm {s} ^{2}}}}

## Zadania kinematyki
- proste zadanie kinematyki
- odwrotne zadanie kinematyki